# Banjo

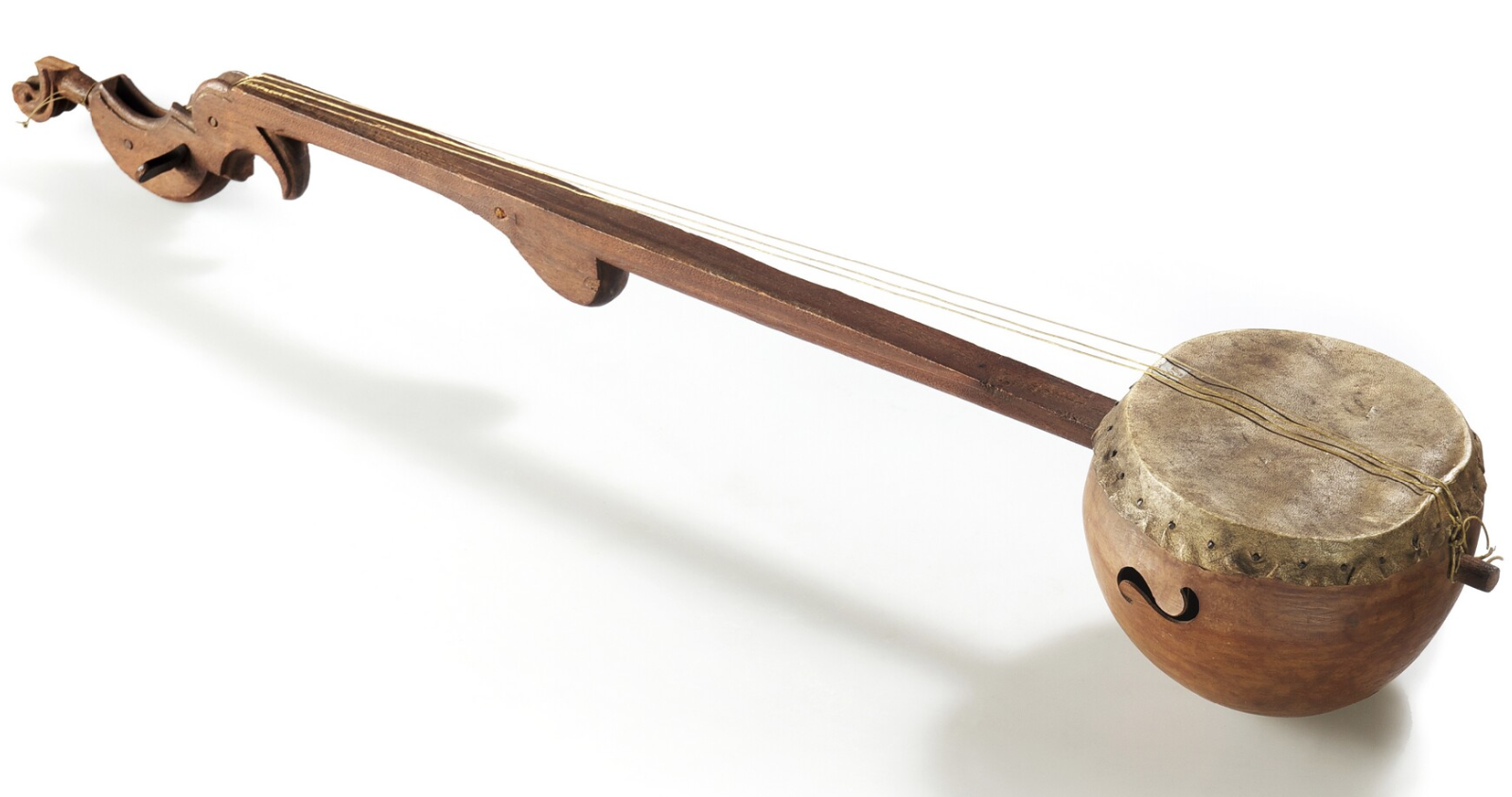
Surinaamse gourd-banjo 1770-1777

Een banjo is een instrument uit een reeks snaarinstrumenten met doorgaans stalen snaren en fretten waarbij de kam rust op een strak gespannen vel (tegenwoordig meestal van kunststof). Deze constructie bezorgt de banjo zijn karakteristieke geluid; het zorgt ervoor dat de energie die bij het bespelen van de snaren wordt toegevoerd zeer snel weg kan en derhalve een kort maar hard geluid produceert.
Het instrument en de naam is afgeleid van de banjar, een Afrikaans snaarinstrument, dat met slaven vanuit West-Afrika naar de Caraïben kwam.
Banjo's zijn er in soorten en maten en allerlei stemmingen.
- 5-snarige of bluegrassbanjo
- Plectrumbanjo
- Tenorbanjo
- Mandolinebanjo
- Gitaarbanjo
- Ukelelebanjo

Er bestaan een aantal hybride instrumenten waarbij de banjo is 'gekruist' met een ander snaarinstrument. Meestal betreft het hier een combinatie van de klankkast van een banjo (vaak met resonator) met de hals van een ander instrument. Deze waren vooral populair in de eerste decennia van de twintigste eeuw en ontstonden waarschijnlijk om het bespelers van andere instrumenten mogelijk te maken gebruik te maken van het penetrante banjogeluid toen elektrische versterking nog niet beschikbaar was.
Banjo's hebben een tamboerijn-achtige romp die bestaat uit een ronde klankkast die aan de voorkant bespannen is met plastic of kalfsleer. De meeste banjo's worden bespeeld met een plectrum, maar bespelen met de vingers (gitaarbanjo, bluegrassbanjo) gebeurt ook wel. Banjo's worden vaak gebruikt in ragtime, bluegrass, old-time music, muziek van Appalachia en traditionele jazzmuziek.
Sommige banjo's hebben een resonator op de achterkant van de cilinder of een slagplaat aan de voorkant.
Hoofdzakelijk in de Verenigde Staten is er nog een stroming van spelers die nylon-, of soms zelfs darmsnaren prefereert. De instrumenten worden in dat geval ook zonder fretten gemaakt.
In Nederland wordt eenmaal per jaar het Jazz Banjo Festival gehouden. Dit festival promoot de tenor (4 snarige banjo) die hoofdzakelijk in jazz- en dixielandorkesten wordt gebruikt.